# Pałac Bursztynowy we Włocławku
Pałac Bursztynowy we Włocławku – kompleks budynków wybudowany we Włocławku z inicjatywy przedsiębiorcy i samorządowca Krzysztofa Grządziela. Po zakończeniu budowy przekazał go nieodpłatnie Fundacji „Samotna Mama”, z przeznaczeniem na jej siedzibę. Swoją nazwę zawdzięcza charakterystycznemu kolorowi elewacji.

## Pałac Bursztynowy
Budowa budynku trwała przez 38 miesięcy od 26 maja 2006 roku do lipca 2009 roku. Jego uroczyste otwarcie miało miejsce 5 grudnia 2009 r. Wykonała go firma Janusza Górniaka według projektu Wojciecha Bromirskiego. Wartość inwestycji to kilkadziesiąt milionów złotych. Fundamenty i konstrukcję budynku wzniesiono z żelbetonu. Ściany gmachu zbudowano z bloczków betonowych, cegły pełnej i pustaków ceramicznych, zaś strop z płyt kanałowych "żerańskich". Ściany działowe wzniesiono z cegły lub gipsu na szkielecie metalowym. Elewację wykonano z piaskowca i granitu. Na elewacji frontu budynku widnieje napis „W hołdzie mojej i wszystkim mamom”, nawiązujący do działalności fundacji. We wnętrzach użyto granitu, marmuru i drewna. Dach posiada drewniane wiązary. Wymiary Pałacu to 45 metrów szerokości, 22 metry długości i 23 metry wysokości. Zajmuje powierzchnię 1116 m². Posiada 4 kondygnacje i nieużytkowe poddasze. Całość kompleksu obejmuje 30 000 m². Pałac posiada salę balową zwaną Salą Złotą o szerokości 12,6 m i łącznej powierzchni 300 m². W budynku znajduje się centrum konferencyjne, obejmujące 6 pomieszczeń włącznie z Salą Złotą, które razem dysponują 553 m² powierzchni. Ta ostatnia może pomieścić 400 miejsc siedzących. Pozostałe sale to: Biznesowa (58 m²), Włocławska (58 m²), Klubowa DGS (55 m²), Kobieca (45 m²) i Kwiatowa (37 m²). W piwnicy budynku znajdują się sale klubowe ze stołami bilardowymi.
Z uwagi na swoją formę i jakość wykonania Pałac Bursztynowy we Włocławku otrzymał nagrodę I stopnia w konkursie "Budowa Roku 2009" organizowanym przez Polski Związek Inżynierów i Techników Budownictwa.
Od 28 czerwca do 7 lipca 2020 r. na terenie obiektu nagrywano zdjęcia do filmu pt. Gorzko, gorzko w reżyserii Tomasza Koneckiego, z udziałem m.in. Cezarego Pazury i Rafała Zawieruchy.

### Hotel
W budynku funkcjonuje hotel z 30 pokojami, restauracją oraz mini spa wraz z sauną fińską i masażem. Na hotel, oprócz samego Pałacu, składa się też tzw. Wschodnia Rezydencja, w której znajduje się 5 kolejnych hotelowych pokoi. Sala Złota może pomieścić do 180 gości. 10 marca 2020 roku portal Wspaniałe Wesele wyróżnił Pałac Bursztynowy certyfikatem uznania, nadając mu ocenę 5 w skali do 5.
W Pałacu odbywają się koncerty różnych gatunków muzycznych, od muzyki poważnej po disco polo. Corocznie odbywa się tu Festiwal Włoskiej Muzyki Operowej „Belcanto Per Sempre”. W Pałacu Bursztynowym występowali m.in. Edyta Geppert, Dariusz Stachura, Magdalena Idzik i After Party.

### Otoczenie Pałacu
Pałac otaczają ogrody z licznymi alejkami, fontannami i rzeźbami o powierzchni ponad hektara. Posadzono w nim 40 tysięcy roślin. Są to m.in. forsycje, azalie, rododendrony, róże, hortensje, złotokapy, hibiskusy i drzewa: jodły, dęby, buki i ostrokrzewy. Ogrody otacza zdobiony mur o długości 1 kilometra. W części wschodniej ogrodu znajduje się zbiornik wodny z niewielkim wodospadem, otoczony niedużą rzeką. Na nim znajduje się amfiteatr z częścią grillową. Przed Pałacem znajduje się parking ze 110 miejscami parkingowymi. Można tu wynająć samochód. Do kompleksu należą także 4 korty tenisowe, kryte i odkryte. Te pierwsze są ogrzewane zimą. Z Pałacem współpracują na stałe trenerzy i sparingpartnerzy. Odbywają się na nich turnieje tenisowe.

## Fundacja „Samotna Mama”
Pałac jest siedzibą Fundacji „Samotna Mama”, której założycielem i głównym darczyńcą jest Krzysztof Grządziel. Zarejestrowano ją 6 lipca 2005 roku. Od 27 kwietnia 2019 r. prezesem zarządu Fundacji jest Marlena Sylwia Korpalska. Fundacja zarządza hotelem, restauracją i kortami tenisowymi, a 20% dochodu z tej działalności przeznacza na swoje cele statutowe. Fundacja pomaga samotnym rodzicom, rodzinom zastępczym i wielodzietnym, np. poprzez możliwości skorzystania przez nich z opieki medycznej (m.in. dentysty, stomatologa, okulisty), prawnej i psychologicznej albo dodatkowych lekcji języków obcych lub korepetycji. Dofinansowuje zakup okularów. Przyznaje jednorazowe w ciągu roku świadczenie socjalne. Dzieci mają możliwość otrzymania stypendium na naukę w wyższych szkołach technicznych. Taka forma edukacji była promowana przez prezesa Grządziela. Fundacja organizuje coroczne kolonie, zabawy choinkowe i imprezę z okazji Dnia Dziecka.

## Galeria

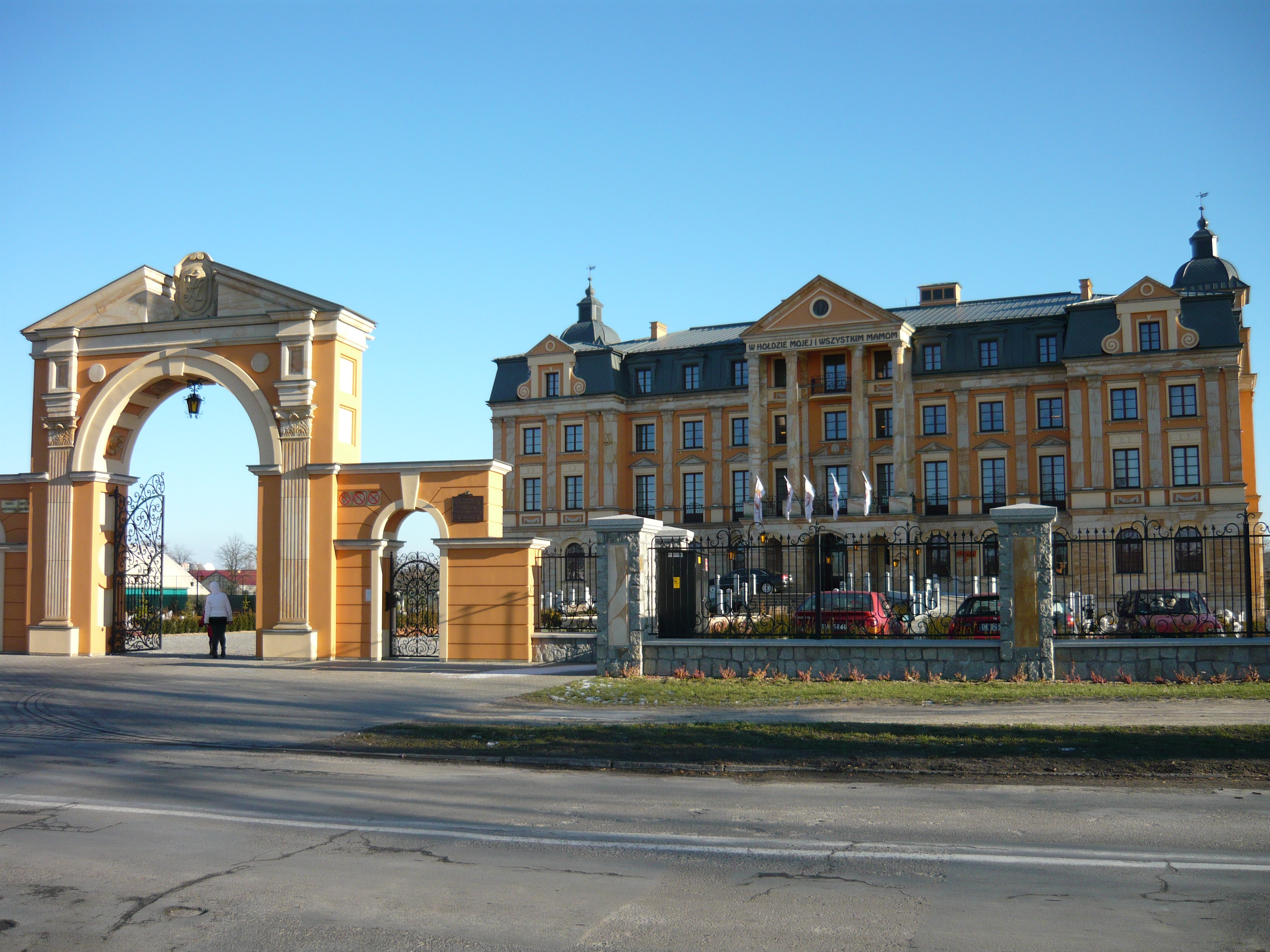
Widok ogólny na Pałac i bramę
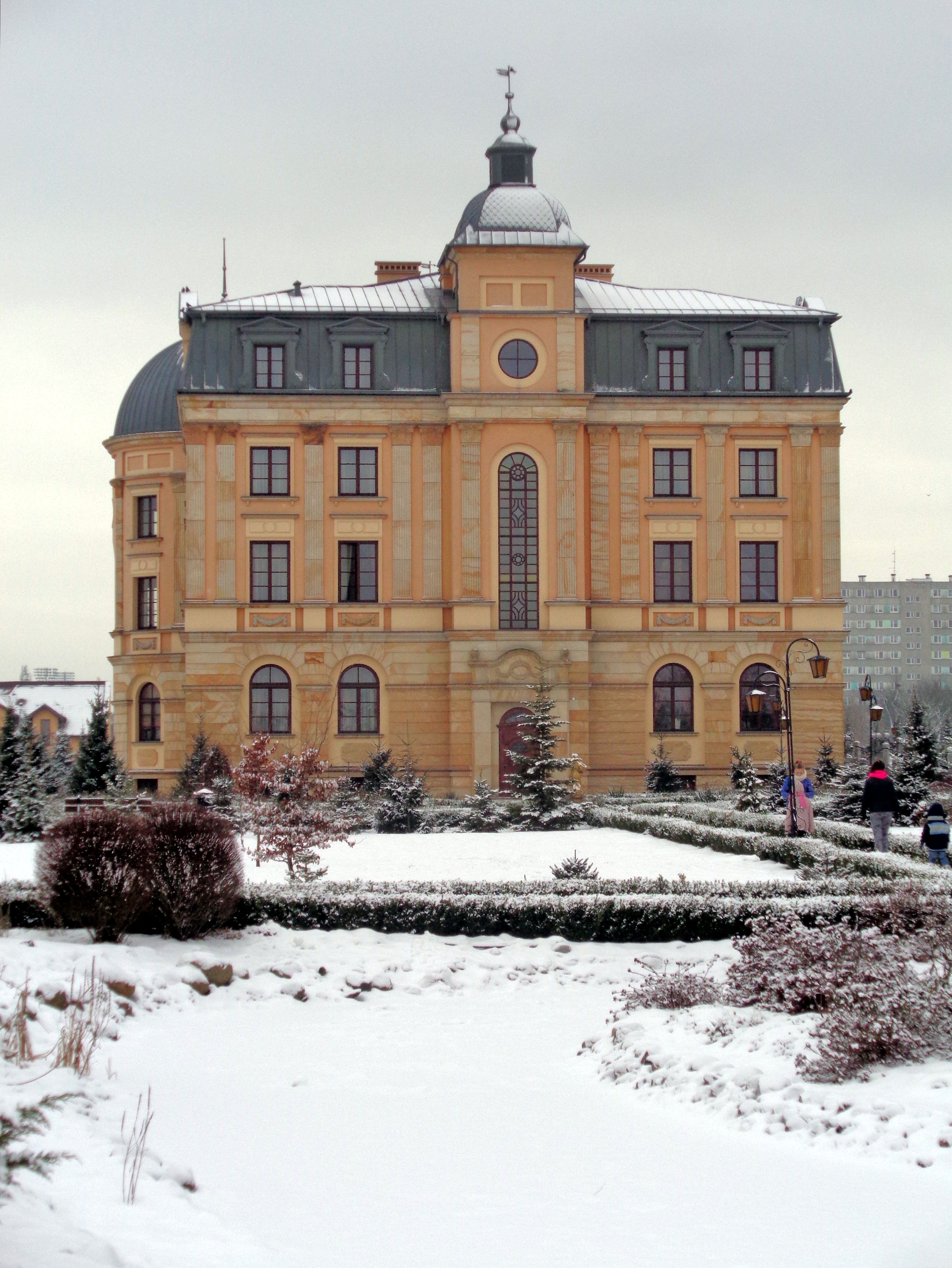
Widok boczny
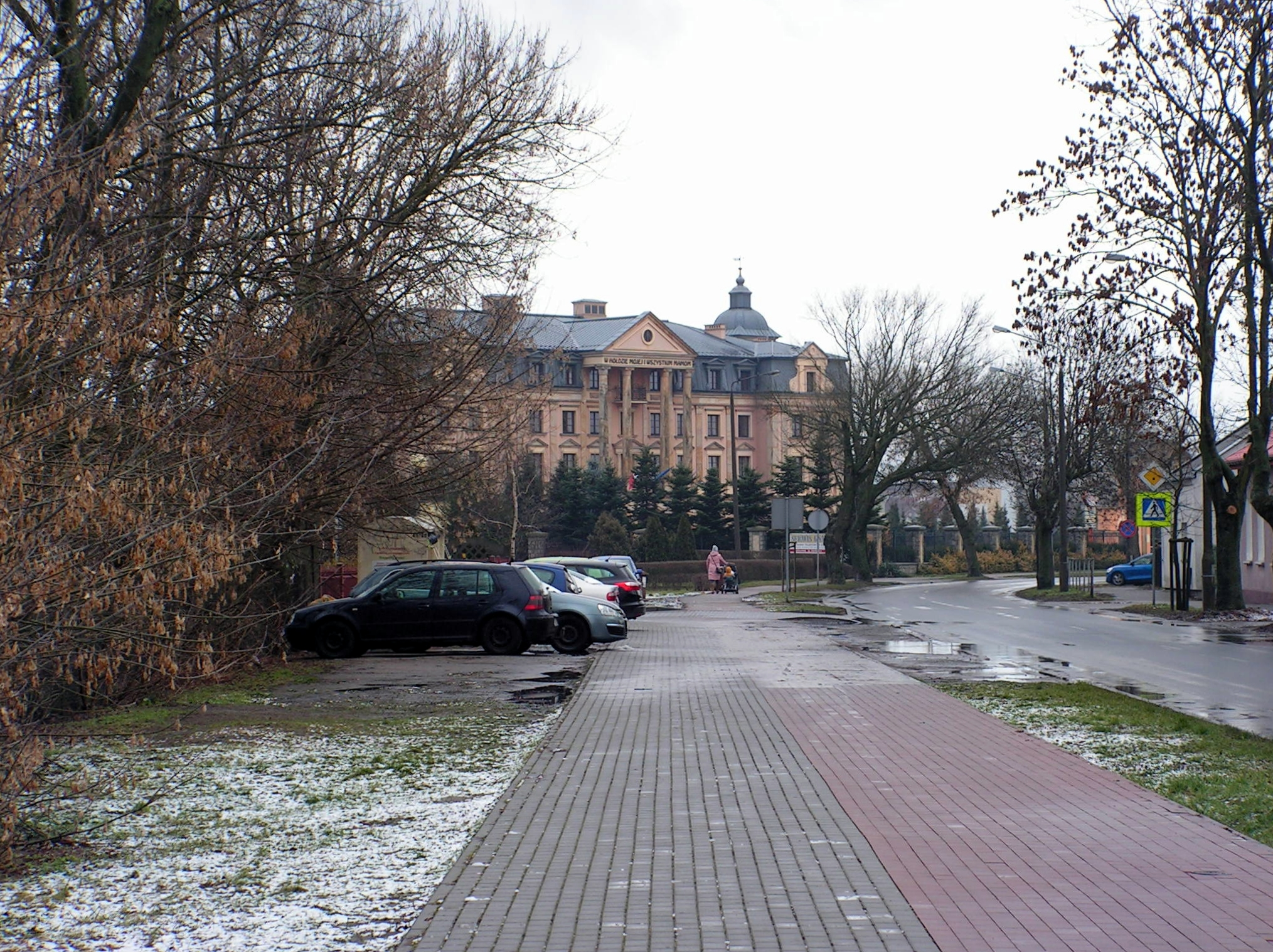
Widok z ul. Okrężnej
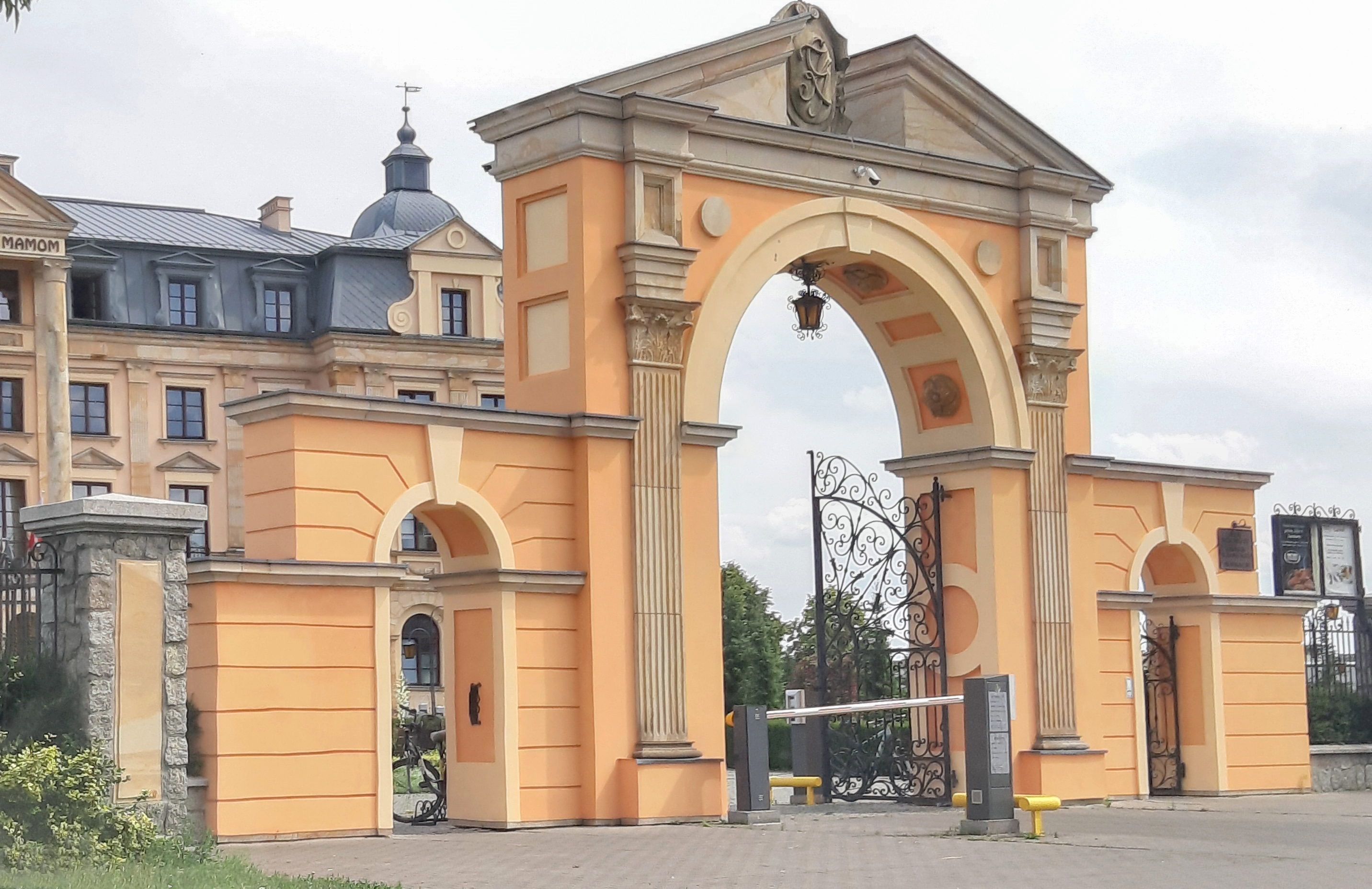
Brama główna
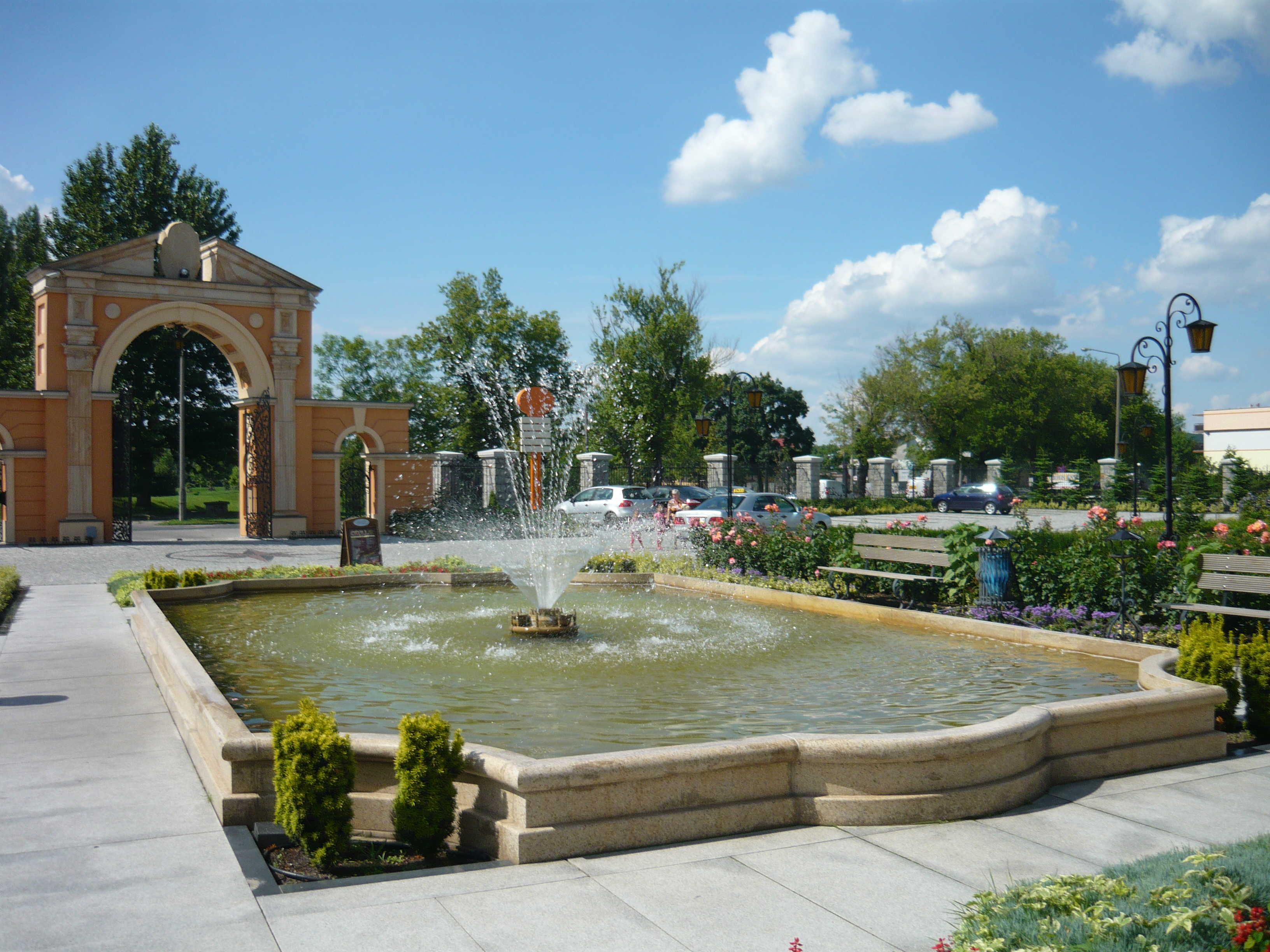
Fontanna przed wejściem głównym
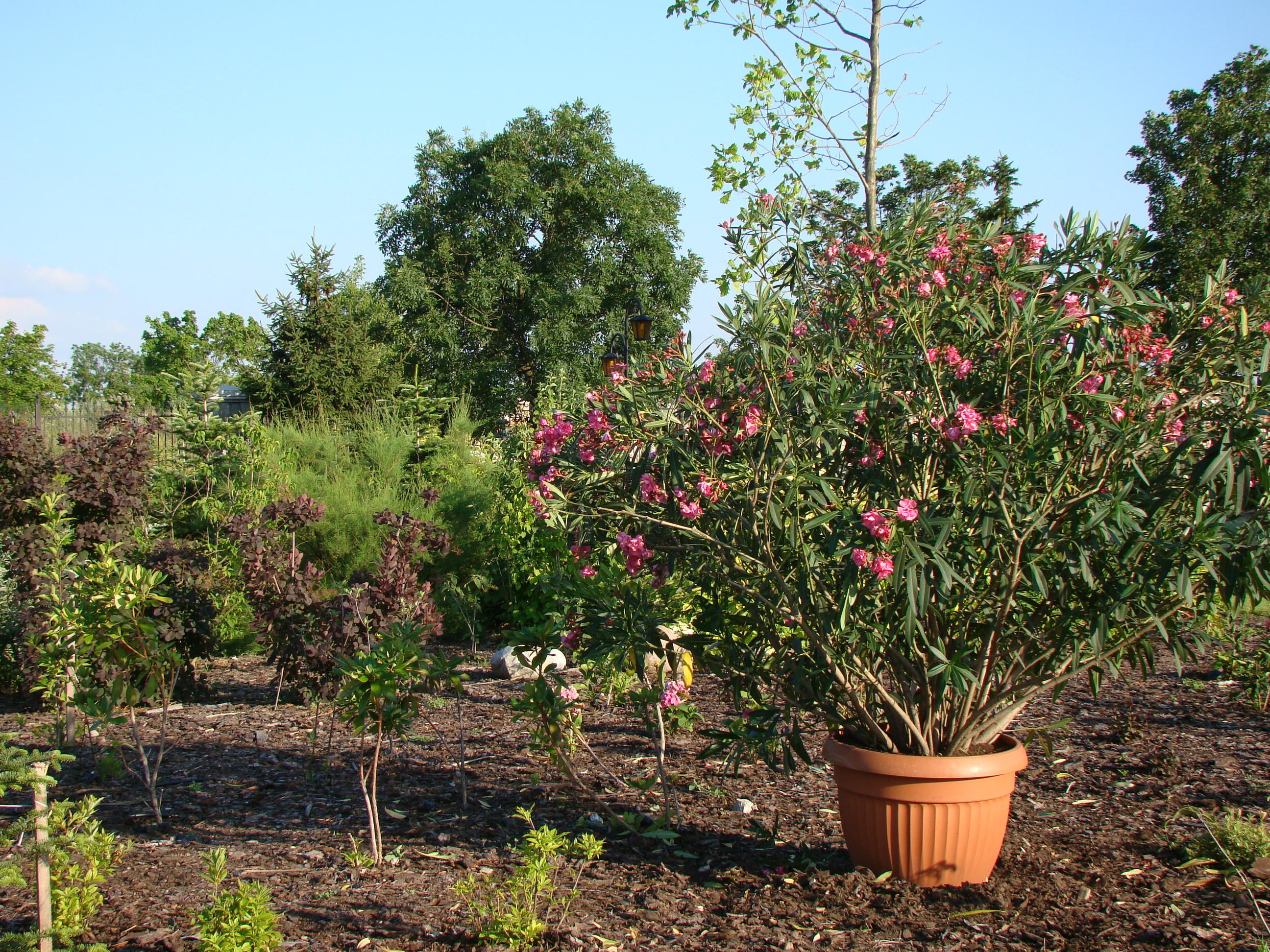
Ogrody
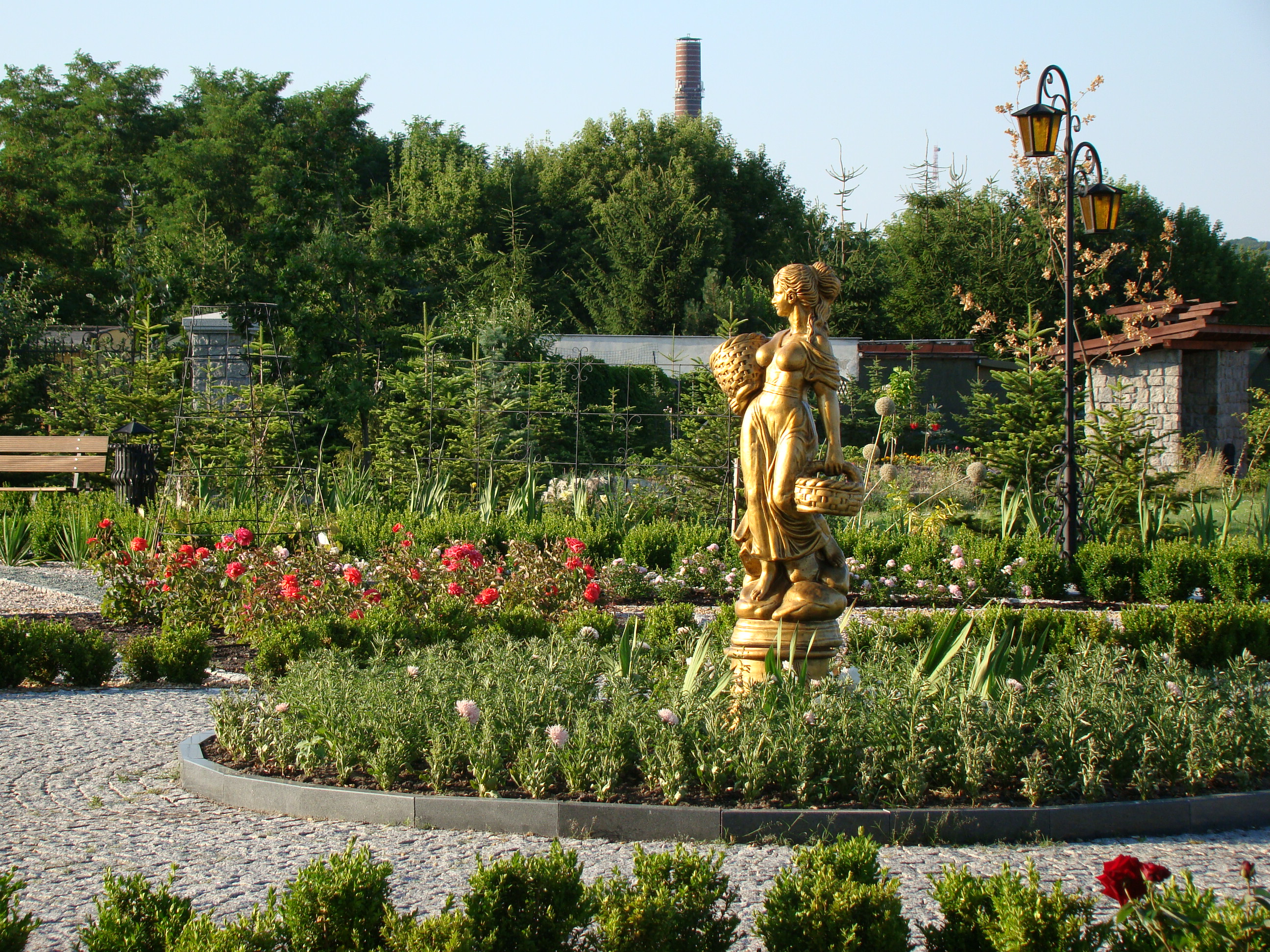
Jedna z fontann w ogrodzie
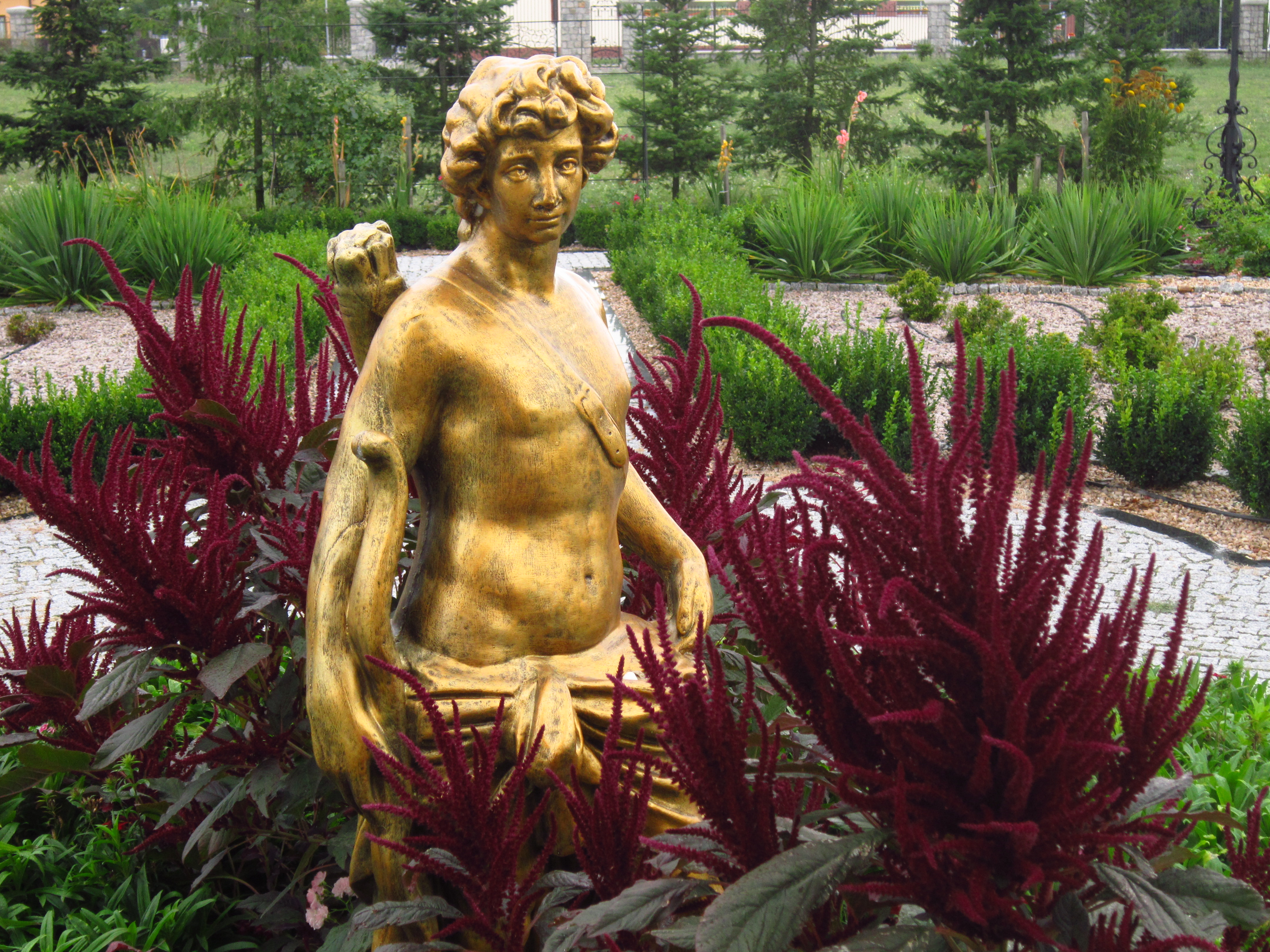
Rzeźba w ogrodzie
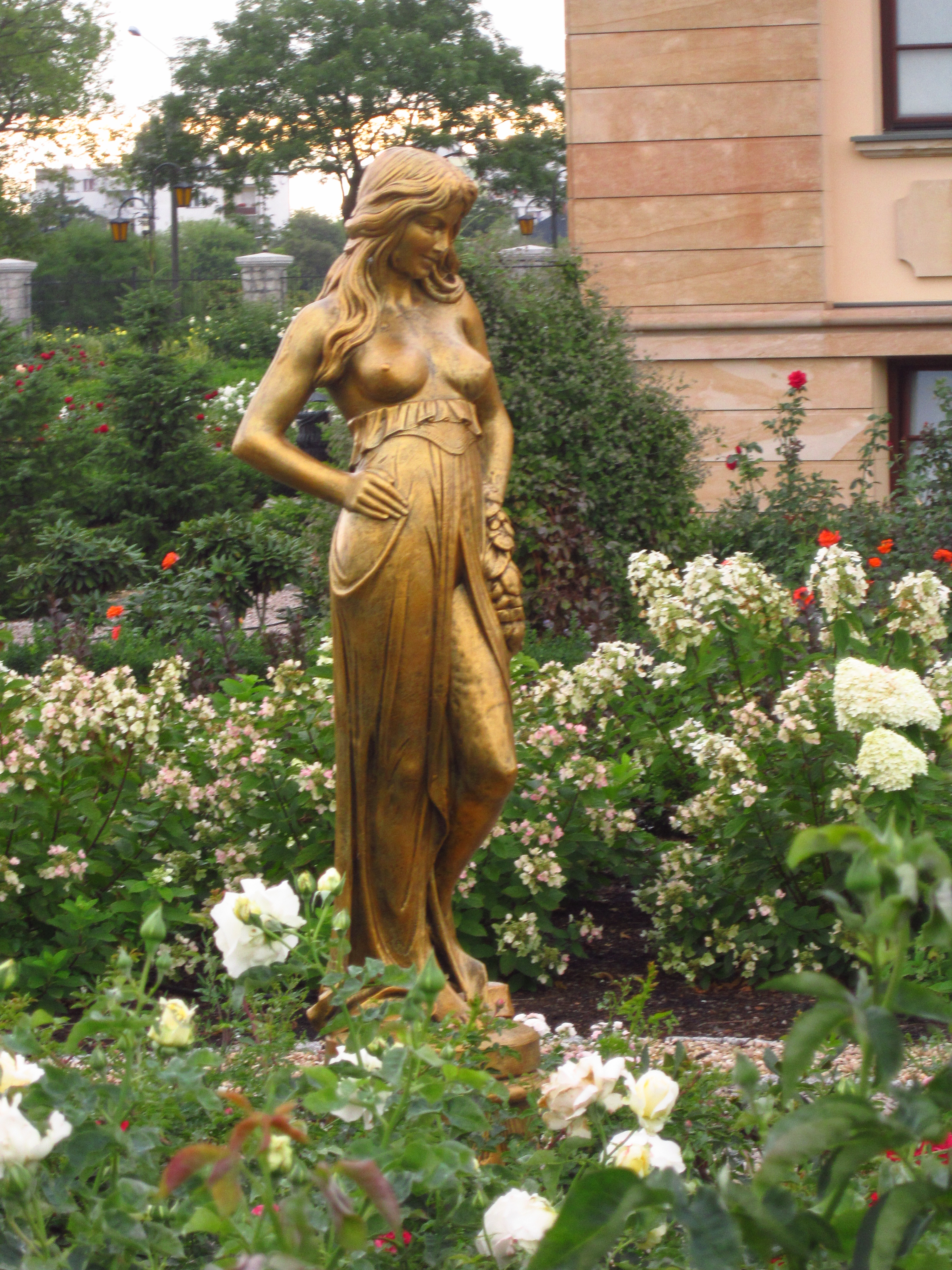
Rzeźba w ogrodzie
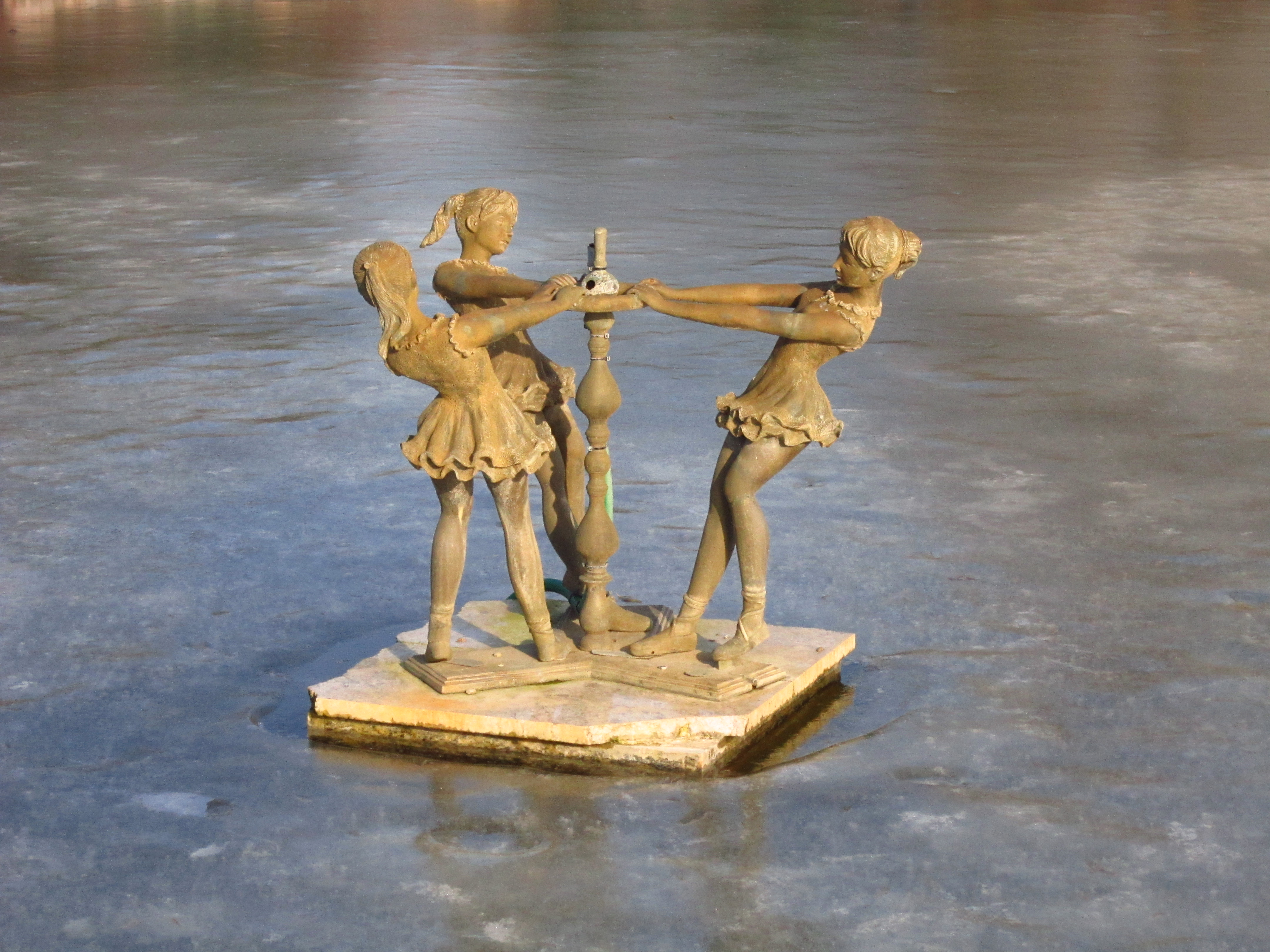
Rzeźba na środku jeziora
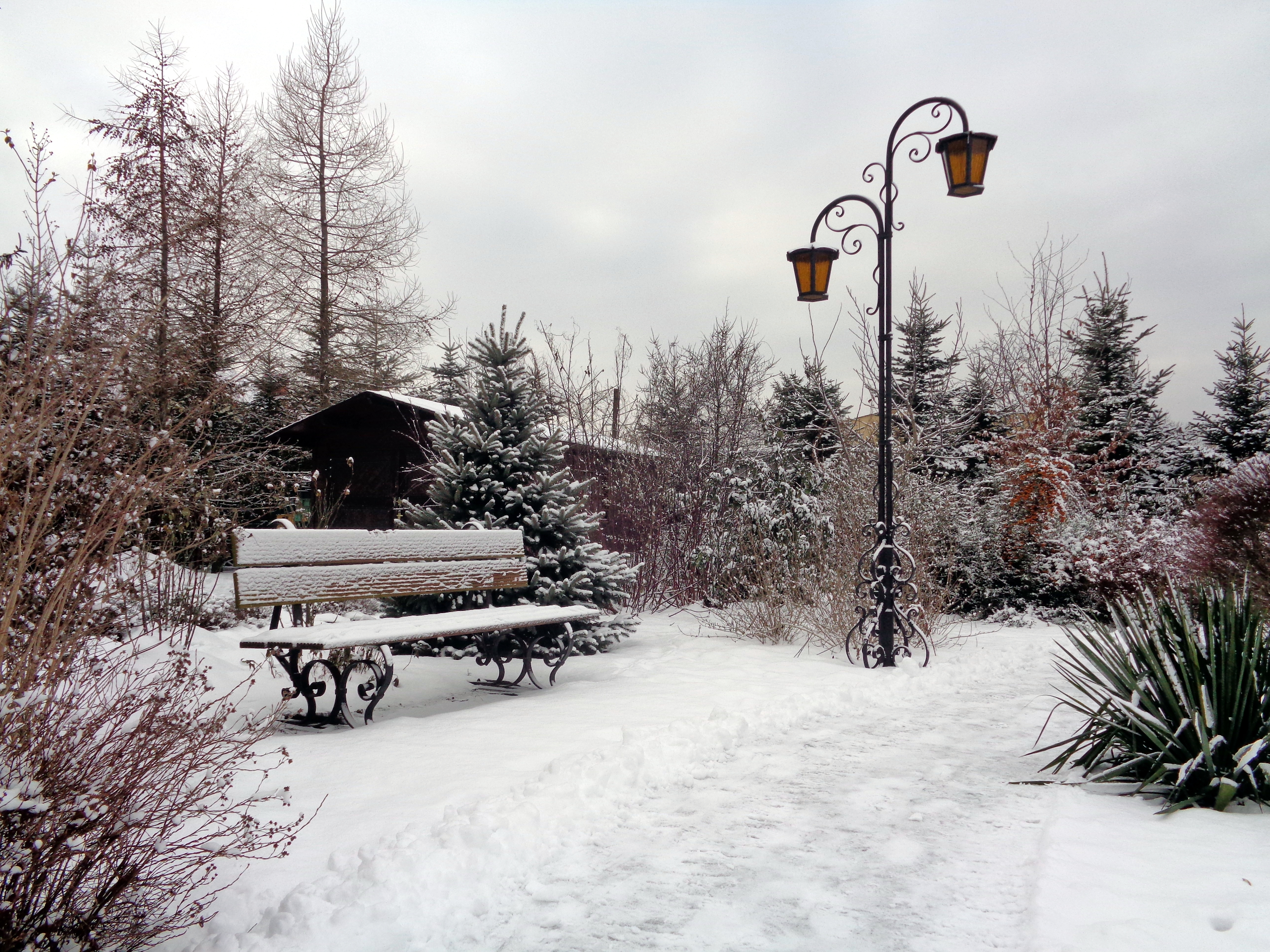
Ławka w ogrodzie zimą
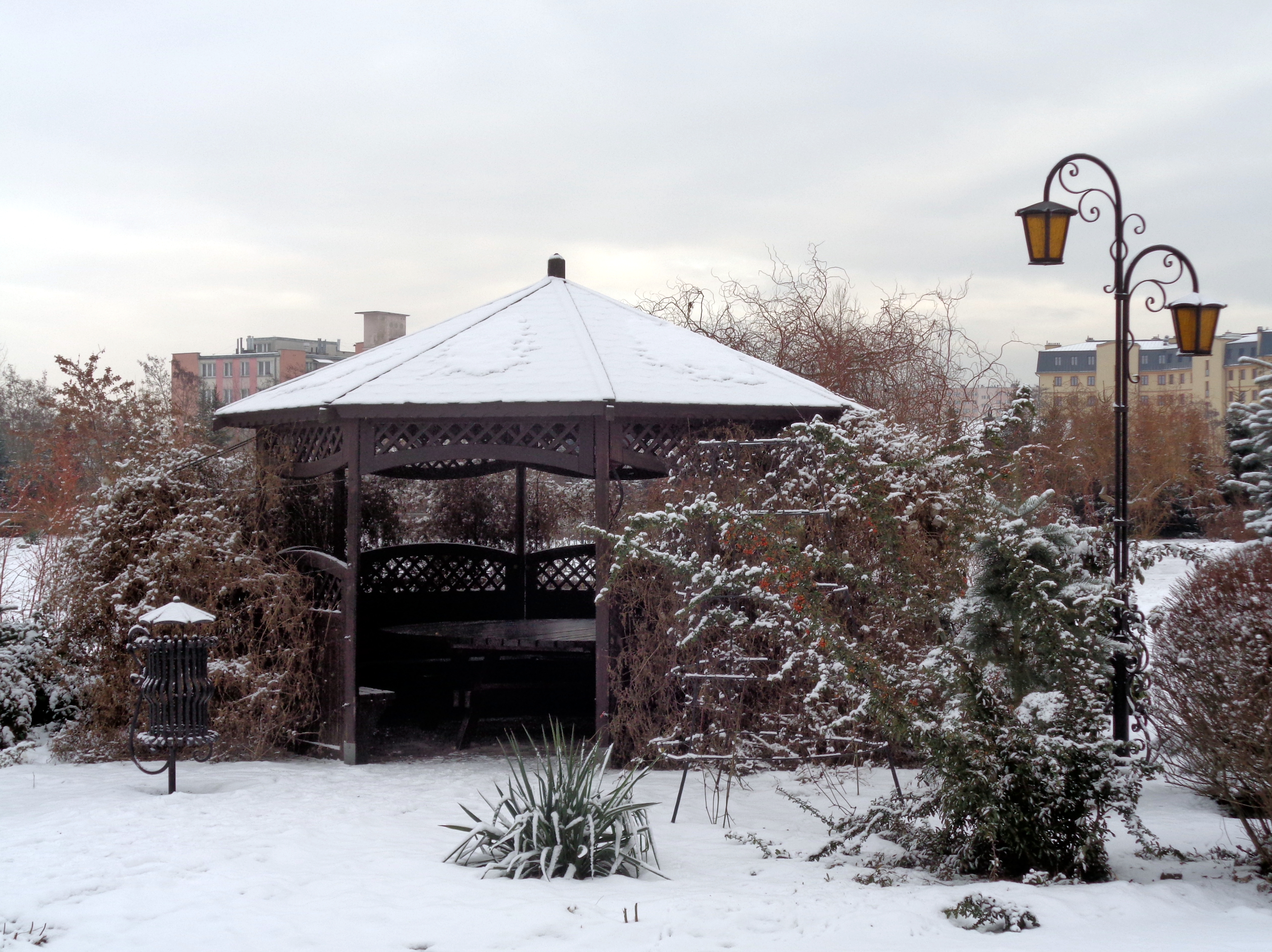
Altana w ogrodzie